# Trận Levounion
Trận chiến Levounion là chiến thắng quyết định đầu tiên của Đông La Mã trong cuộc phục hưng Komnenus. Ngày 29 tháng 4 năm 1091, một lực lượng xâm lược khổng lồ người Pechenegs đã bị nghiền nát bởi các lực lượng kết hợp của Đông La Mã dưới sự chỉ huy Alexios I Komnenos và lính Cuman đồng minh.

## Bối cảnh
Ngày 26 tháng 8 năm 1071, đại quân Đông La Mã dưới sự chỉ huy của hoàng đế Romanos IV Diogenes đã bị các chiến bnh du mục người Thổ Seljuk đánh bại ở Manzikert, phía đông Tiểu Á. Hoàng đế ngay lập tức bị lật đổ và Michael VII Doukas lên thay đã hủy bỏ bản hiệp ước danh dự đã được ký kết bởi Romanos. Đáp trả lại, quân Thổ bắt đầu tiến vào Anatolia năm 1073 mà không gặp một sự kháng cự đáng kể nào. Hàng ngàn bộ lạc Thổ vượt qua biên giới không có người bảo vệ và tràn vào cao nguyên Anatolia. Đến năm 1080, đế quốc đã thu hẹp mất một diện tích khổng lồ: 30.000 dặm vuông (tương đương 78.000 km 2). Chỉ trong vòng hơn một thập kỷ, một nửa nhân tài vật lực của đế quốc đã bị mất, bao gồm nhiều nguồn cung ấp ngũ cốc. Trong 700 năm lịch sử của mình, Đế quốc Đông La Mã đã phải hứng chịu một cú đánh nặng nề.
Alexios I Komnenos đã chiến đấu kể từ khi mới mười bốn tuổi, đã lên ngôi vua vào ngày Chúa Phục Sinh, chủ nhật ngày 4 tháng 4, năm 1081. Theo John Julius Norwich, đây là một sự kiện có ý nghĩa vô cùng trọng đại ... lần đầu tiên trong hơn nửa thế kỷ, đế chế đã có người đủ tài đức lên cai trị.Alexios quyết tâm khôi phục lại hào quang đã mất của đế quốc, bằng bất cứ giá nào. Khoảng những năm 1090-1091, Tiểu vương Chaka của Smyrna kêu gọi một liên minh với người Pechenegs hòng tiêu diệt hoàn toàn đế quốc Đông La Mã.

## Cuộc xâm lăng của quân Pecheneg
Mùa xuân năm 1087, triều đình Đông La Mã nhận được tin cấp báo về một đội quân xâm lược khổng lồ từ phương bắc. Quân xâm lược Pechenegs tới từ phía tây bắc khu vực Biển Đen vô cùng đông đảo, được lan truyên rằng họ có tới 80.000 quân tinh nhuệ. Lợi dụng Đông La Mã đang bị kiệt quệ sau những năm nội chiến, quân Pecheneg hướng tới Constantinopolis và cướp bóc các vùng đất phía bắc Balkan trên đường đi qua. Cuộc xâm lược đã đặt ra một mối đe dọa nghiêm trọng cho hoàng đế Alexios, nhưng nhiều năm nội chiến và tình trạng trễ nải phòng bị của Đông La Mã đã không thể cung cấp đủ quân đội cho hoàng đế để đẩy lùi những kẻ xâm lược người Pecheneg. Alexios buộc phải khéo léo sử dụng ngoại giao để cứu đế quốc bên bờ vực hủy diệt. Ông kêu gọi sự giúp đỡ từ một bộ tộc du mục khác, Cumans, tham gia với ông trong cuộc chiến chống lại người Pechenegs.

## Trận chiến
Trước lời đề nghị dùng vàng đổi lấy viện trợ quân sự chống lại quân Pechenegs của Alexios, các kị binh du mục Cumans vội vã tới tham gia với Alexios và quân đội của ông. Cuối mùa xuân năm 1091, các lực lượng cứu viện Cuman tiến vào lãnh thổ Đông La Mã, và quân đội liên hợp đã sẵn sàng chống lại người Pechenegs. Ngày thứ hai, 28 Tháng 4, 1091, Alexios và các đồng minh của ông tiến gần tới trại lính Pecheneg ở Levounion, gần sông Maritsa.
Các kị binh Pechenegs hoàn toàn bất ngờ. Ở một mức nào đấy, trận chiến đã diễn ra vào sáng hôm sau tại Levounion thực chất là một cuộc thảm sát. Người Pechenegs đã đưa phụ nữ và trẻ em đi với mình, và họ hoàn toàn không được chuẩn bị gì cho sự tàn khốc của cuộc tấn công. Các đội quân Cumans và Đông La Mã tràn xuống trại kẻ thù, giết tất cả mọi thứ họ gặp trên đường đi. Các kị binh Pechenegs nhanh chóng bị đánh bại và bị các đồng minh chiến thắng tàn sát dã man. Những người sống sót đã bị bắt giữ bởi quân Đông La Mã và bị đưa về phục dịch trong triều đình.

## Ý nghĩa của chiến thắng
Levounion là một chiến thắng quyết định hiếm hoi mà quân Đông La Mã đạt được trong hơn nửa thế kỷ, và gỡ gạt ít nhiều cho sự thiếu thốn vinh quang quân sự của đế quốc kể sau khi hoàng đế Basileios II qua đời năm 1025. Trận chiến này đã đánh dấu một bước ngoặt quan trọng trong lịch sử Đông La Mã, khi mà đế quốc đã suy sụp nhanh chóng chỉ trong vòng hai mươi năm qua, và chiến thắng tại Levounion đã trở thành một tín hiệu cho thế giới biết rằng Đế quốc Đông La Mã đang từng bước phục hồi lại sức mạnh của mình. Các mối đe dọa từ người Pecheneg đã hoàn toàn bị loại bỏ, và tài sản của đế chế ở Châu Âu đã được bảo vệ an toàn. Alexios I đã chứng tỏ được mình là một vị cứu tinh của Đông La Mã trong những giờ phút cần thiết nhất, và người dân đã có tinh thần hơn trong việc sát cánh với triều đình nhằm xây dựng lại Đế quốc vừa chìm sâu trong ngoại xâm và nội chiến.
Trong những năm sau đó, Đông La Mã đi vào giai đoạn sức mạnh phục hồi đáng kể dưới thời Alexius và con cháu của ông, các hoàng đế nhà Komnenus. Quân đội Đông La Mã quay trở lại Tiểu Á, giành lại nhiều lãnh thổ đã bị mất bao gồm các khu vực ven biển màu mỡ cùng với nhiều thành phố quan trọng. Với sự phục hồi của triều đình trung ương, đế chế trở nên giàu có trong thế kỷ tiếp theo, và Constantinopolis một lần nữa lại trở thành thủ phủ của cả thế giới Kitô giáo. Bởi vậy, cuộc chiến tại Levounion trong năm 1091 đánh dấu sự khởi đầu mới của sự hồi sinh của quyền lực Đông La Mã và có ảnh hưởng kéo dài trong suốt một trăm năm, cho đến Triều đại Komnenus cáo chung vào thế kỷ thứ mười hai.